# Pauline Alphen
Pauline Alphen (Rio de Janeiro, 1961) é uma escritora e roteirista brasileira radicada na França.

## Biografia
Filha de pai francês e mãe brasileira, foi morar em Paris ainda criança. Estudou jornalismo no Brasil, mas depois retornou para a França.
Na França, ganhou os prêmios Les Imaginales (2010) e Elbakin (melhor romance de fantasia para jovens, 2010) com Les Éveilleurs, primeiro volume da série Salicande.
É uma das autoras do roteiro do filme O Diabo a Quatro, de Alice de Andrade.

## Obras publicadas
- A odalisca e o elefante (1998) - Companhia das Letras
- Do outro lado do Atlântico (2003) - Companhia das Letras
- A porta estava aberta (2007) - Companhia das Letras
- Cabeça de Sol (2008, com o irmão Jean-Claude R. Alphen) - Rocco

### Em francês
- Série Les Éveilleurs, lançada no Brasil como Crônicas de Salicanda

Salicande (2009) - Hachette (lançado no Brasil como Os Gêmeos pela Companhia das Letras)
Ailleurs (2010) - Hachette (lançado no Brasil como Separados pela Seguinte)
L'Alliance (2012) - Hachette (lançado no Brasil como A Aliança pela Seguinte)
Le Passage (2013) - Hachette (ainda sem edição no Brasil)
- Gabriel et Gabriel (2011) - Hachette
- L'Arbre à l'envers (2013) - Hachette
- L'Odalisque et l'éléphant (2014) - Hachette